# さいとうちほ
さいとう ちほ（本名：斉藤 千穂〈さいとう ちほ〉、6月29日 - ）は、日本の漫画家、イラストレーター。東京都出身。女性。かに座、血液型はB型。

## 来歴・人物
1982年、『コロネット』春の号（小学館）掲載の『剣とマドモアゼル』でデビュー。その後は『少女コミック』、『プチコミック』などで作品を発表。『円舞曲は白いドレスで』『もう一人のマリオネット』『花冠のマドンナ』などで人気を得る。宝塚歌劇団の舞台を思わせるような歴史大河ロマンから、ラブコメ、レディース、児童向け、とその作品世界は幅広い。
もともと入団を志望するほどの宝塚ファンで、その後も宝塚歌劇団とは1996年月組公演『チェーザレ・ボルジア』のポスターを描いたり、1998年から1999年にかけて機関誌『宝塚GRAPH』で漫画（『天使の微笑・悪魔の涙』、『バレンシアの熱い花』、『銀の狼』など）を連載するなど深い関係がある。
1997年、幾原邦彦監督と共にテレビアニメ『少女革命ウテナ』に携わり、1999年には同映画版にも参加、両作ともコミックスも手掛けている。1997年には『花音』にて、第42回（平成8年度）小学館漫画賞を受賞する。

## 作品リスト
※明記がなければ小学館 フラワーコミックス

### 連載コミックス
- ほのかにパープル（全3巻、文庫全2巻 - 番外編も収録）
  - ほのかにパープル・番外編（単行本は「さいとうちほ傑作集」6巻に収録）
- 恋人たちの場所（全2巻）
- 青りんご迷宮（全3巻・文庫全1巻）
- 星を摘むドンナ（全2巻）
- 天使のTATTOO（全2巻・文庫全1巻）
- 円舞曲（ワルツ）シリーズ
  - 円舞曲（ワルツ）は白いドレスで（全4巻、文庫全4巻 - 番外編も含めシリーズ全作収録）
  - 紫丁香夜想曲（ライラックノクターン）（番外編、単行本は「さいとうちほ傑作集」7巻に収録）
  - 白木蘭円舞曲（マグノリアワルツ）（全3巻）
  - 月下香小夜曲（げっかこうセレナーデ）（番外編、単行本は「恋物語」8巻に収録）
- もう一人のマリオネット（全8巻・文庫全4巻）
- 恋物語（全14巻、文庫全8巻）
- 花冠のマドンナ（全7巻・文庫全4巻）
- バシリスの娘（全4巻・文庫全2巻）
- 花音（全6巻・文庫全3巻、42回小学館漫画賞受賞）
- 少女革命ウテナ（原作：ビーパパス）
  - 少女革命ウテナ（全5巻・文庫全3巻）
  - 少女革命ウテナ AfterTheRevolution（全1巻）
- レディー・マスカレード（全2巻・文庫全1巻）
- ファースト・ガール（全5巻）
- アナスタシア倶楽部（全5巻＋続編全1巻）
- 天使の微笑・悪魔の涙（原作：宝塚歌劇団、全1巻） - 他収録作「トウランドット」「バレンシアの熱い花」
- 銀の狼（原作：宝塚歌劇団、全1巻、文庫全1巻 - 上記「天使の微笑・悪魔の涙」も全作収録）- 他収録作「彷徨（さすらい）のレクイエム」
- SとMの世界（原作：ビーパパス、全2巻）
- 千一夜の鍵（全3巻・文庫全2巻）
- ある日、ナイトに会ったなら(全1巻・文庫全1巻)
- ビューティフル（全4巻）
- ブロンズの天使（全7巻＋外伝全1巻・文庫全5巻）
- アイスフォレスト（全12巻）
- 子爵ヴァルモン〜危険な関係〜（全2巻）（原作：ラクロ「危険な関係」）
- とりかえ・ばや（全13巻）（原作：「とりかへばや物語」）
- VSルパン（既刊7巻）（原作：モーリス・ルブラン「ルパンシリーズ」）
- 輝夜伝（全14巻）
- 緋のつがい（『月刊flowers』2024年8月号[2] - 、既刊3巻）

### 読切り・短編集
- ばら物語（原作：藤本ひとみ、集英社 コバルト文庫「ひとみWorld夢辞典」1 - 2巻に収録）
- シャ・ノワールのしっぽ
- gigolo
- 楽園のキス
- 秋の姫
- エデンの香り
- さいとうちほ傑作集

1. 目を閉じて愛
2. 小羊印のるんぱっぱ
3. エトワール・ガール
4. ある日、ナイトに会ったなら（ナイトシリーズ）
5. オペラ座でまってて
6. さらってわたしのナイト（ナイトシリーズ）
7. 紫丁香夜想曲（円舞曲シリーズ番外編）

- ローゼンクロイツ・プレザン Grand Amour（原作：志麻友紀、角川ビーンズ文庫、コミカライズ2作収録)

### ハーレクイン
- バルターニャの王妃（原作：バーバラ・カートランド、宙出版エメラルドコミックス ハーモニィコミックス）
- 誘惑のシーク（原作：コニー・メイスン、宙出版エメラルドコミックス ハーモニィコミックス）
- 青い悪魔のセレナーデ（原作：イルサ・マイヤー、宙出版エメラルドコミックス ハーモニィコミックス）
- 純白の朝はきらめいて（原作：リサ・クレイパス、宙出版エメラルドコミックス ハーモニィコミックス）

### 小説
※イラストも本人
- 風の息子（アダム）（小学館 パレット文庫）
- 禁色（きんじき）の神話（パレット文庫）

### イラスト
- 少女革命ウテナ（原作：ビーパパス、文：大河内一楼、パレット文庫）
  - -蒼の双樹-
  - -翠の思い-
- ローゼンクロイツシリーズ（作：志麻友紀、角川ビーンズ文庫）
- マスケティア・ルージュシリーズ（作：志麻友紀、角川ビーンズ文庫）
- 新花織高校恋愛サスペンス（作：藤本ひとみ、集英社 コバルト文庫）

1. めぐり逢いのデュオ
2. 番外編・薔薇のソナタ
3. さよならのラブソング
4. 君のためのプレリュード
5. 恋人たちのパシォン
6. 星色のフィナーレ
7. 一度だけセレナーデ

- 藤本ひとみRevival Selection（作：藤本ひとみ、コバルト文庫）
  - アルテミスは知っている
  - キューピットの迷宮
  - ローエングリンの誘惑
  - 妖精ステップ（作：藤本瞳）
  - トレドの花冠 上・下（作：藤本瞳）
- はるかなる君によせて（作：藤本ひとみ、コバルト文庫）

### 原画集ほか
- さいとうちほイラスト集 ロマンス交響曲（小学館、1994年2月10日初版第一刷発行）ISBN 4-09-199681-7
  - 「花冠のマドンナ」「もう一人のマリオネット」「円舞曲は白いドレスで」「ナイトシリーズ」「恋物語」「新花織シリーズ」などのイラストなど、および藤本ひとみとの対談を収録。
- 少女革命ウテナ さいとうちほ原画集 [Hybrid CD-ROM Windows95 & Macintosh]（インナーブレイン、1998年）IBBC-98026
  - 初回限定特典：さいとうちほ先生描き下ろしオリジナルポスター付き
- さいとうちほ複製原画集「少女革命ウテナ」（小学館、1999年9月1日初版第一刷発行）ISBN 4-09-199682-5
- 少女革命ウテナ「薔薇の告白」（小学館ジス・イズ・アニメーション）
- 劇場版 少女革命ウテナ「アドゥレセンス黙士録」（角川書店、Newtype ILLUSTRATED COLLECTION）
- 少女まんが家さんちの猫 10人のねこばかによる猫写真館（共著）（小学館Flower do it!）
- さいとうちほ画集 NEE LA ROSE-薔薇に生まれて-（宙出版、2016年5月11日発売）ISBN 978-4-7767-9667-1
- さいとうちほBLアートワークス 無慈悲な王の仰せのままに（リブレ、2018年2月9日発売）ISBN 978-4-7997-3659-3
- さいとうちほ とりかえ・ばや原画集（小学館、2018年2月14日発行、『とりかえ・ばや』13巻別冊）

## テクニック・インタビュー
テクニックブック
- 『さいとうちほのまんがアカデミア』（小学館〈フラワーコミックススペシャル〉、1990年2月20日初版第一刷発行）ISBN 4-09-133801-1
- 『KADOKAWA MOOK「アート探険隊」HOW to ART VOL.3 MIXED MEDIA LESSON II』後藤隆幸 広瀬けいた さいとうちほ 夏元雅人 今掛勇 高屋良樹 奥田ひとし ほか（角川書店〈カドカワムック ニュータイプ100%コレクション・エクストラ〉、2000年1月28日初版発行）ISBN 4-04-721329-2
- 『コピックワールド コピックマーカーを効果的に使うために』さいとうちほ 河森正治 美樹本晴彦 赤井孝美 介錯 上條淳士 高河ゆん 柴田亜美 天野こずえ ほか（美術出版社、2000年2月16日発売）ISBN 4-568-50210-1
  - 『コピックワールド 美術手帖1999年9月号増刊』と同じ内容。

インタビュー
- コミッカーズ隔月刊 1997年8月号 さいとうちほインタビュー 少女ウテナは、少女マンガに革命を起こす！
- 月刊ニュータイプ 1997年5月号 さいとうちほ&幾原邦彦の超美麗対談や超美麗キャラたちの競演！
- 月刊ニュータイプ 1997年11月号（別冊付録：「ウテナ?はてなUTENA! [少女革命ウテナのすべて]」、1997年11月1日発行）
- コミッカーズ隔月刊 1998年6月号 さいとうちほインタビュー「少女革命ウテナ」に学ぶキャラ描画講座
- 月刊flowers 2012年9月号 さいとうちほ×秋里和国 デビュー30周年対談 in 京都
- 月刊flowers 2016年6月号 竹宮惠子×さいとうちほ対談
- 海外ロマンス特集 さいとうちほ×幾原邦彦対談（2016年5月11日）[3]
- 雑誌Febri Vol.43（2017年8月10日発売）マンガ家・さいとうちほインタビュー[4]
- 月刊flowers 2017年9月号 さいとうちほ先生×幾原邦彦監督のスペシャル対談[5]
- 月刊flowers 2019年7月号 さいとうちほ先生×絹田村子先生クロストーク&まんが講座
- 月刊flowers 2021年4月号 さいとうちほ×七海ひろき プレミアム対談
- 月刊flowers 2022年4月号 さいとうちほ画業40周年記念記念号

## アシスタント出身者
- 悟東あすか
- 浜口奈津子

## 関連人物
- 竹本泉 - さいとうがアシスタントをつとめ、『あおいちゃんパニック!』のコマの隅にも登場している。